# ما لان
ما لان (بالصينية: 马兰) هي مغنية وممثلة صينية، ولدت في 23 أبريل 1962 في Taihu County ‏ في الصين.